# Grant E. Mouser
Grant Earl Mouser (11 de septiembre de 1868 – 6 de mayo de 1949) fue un Representante estadounidense por Ohio, padre de Grant E. Mouser, Jr.. 
Nacido en La Rue, Ohio Mouser asistió a LaRue Union Schools y a la Ohio Northern University en Ada, Ohio. Se graduó por la Universidad de Derecho de Cincinnati en 1890. Fue admitido al Colegio de Abogados ese mismo año comenzando sus prácticas en Marion, Ohio.  Se desempeñó como fiscal del condado de Marion desde 1893 a 1896,  siendo al mismo tiempo delegado de diversas convenciones estatales. 
Jackson fue elegido como republicano  en el 59.º y el 60.º Congresos (4 de marzo de 1905 – 3 de marzo de 1909).  No fue reelegido en las siguientes elecciones.  Fue delegado en la Convención Nacional Republicana de 1908.  Retomó sus actividades de abogacía en Marion.  Fue juez del Tribunal de Causas Comunes del Condado de Marion desde 1916 a 1925. Se jubiló en 1935.  Murió en Marion, Ohio, el 6 de mayo de 1949.  Fue enterrado en el Cementerio de dicha ciudad.

## Familia
Mouser era hijo del Dr. Justus y Sara (DeLong) Mouser.
Mouser se casó con Della E. Ridgway, de LaRue, el 28 de noviembre de 1892 y tuvieron 3 hijos: Helena, Grant Earl, Jr. Y Annabel.
Fue miembro de la iglesia presbiteriana, del B.P.O.E., DEL K. de P. y de la Orden independiente de Odd Fellows (I.O.O.F.).